# 分贝毫瓦
分贝毫瓦(dBm，全寫为“decibel relative to one milliwatt”)为一个指代功率的绝对值，而不同于dB只是一个相对值。
任意功率P(mW)與xdBm換算的公式如下：
{\displaystyle x=10\log _{10}(P/(1\ \mathrm {mW} ))\,}
以及
{\displaystyle P=(1\ \mathrm {mW} )10^{(x/10)}\,}。

例如，1毫瓦(1 mW)换算成分贝毫瓦为0dBm。1瓦特(1 Watt)换算成分贝毫瓦则为30dBm。